# Sakurako Kōrai
Pas d'image ? Cliquez ici

a Compétitions nationales et continentales officielles uniquement.

b Matchs officiels uniquement.
Sakurako Kōrai (向來 桜子, Kōrai Sakurako), née le 9 avril 2003, est une joueuse internationale japonaise de rugby à XV évoluant au poste de troisième ligne aile.

## Biographie
Sakurako Kōrai naît le 9 avril 2003.
En 2022, elle joue pour la Nippon Sport Science University (en). Elle a deux sélections en équipe du Japon quand elle est retenue en septembre 2022 pour disputer sous les couleurs de son pays la Coupe du monde en Nouvelle-Zélande.
En juillet 2025, comptant désormais 21 capes en équipe nationale, elle est à nouveau retenue pour la Coupe du monde.